# Сукса (присілок)
Сукса (рос. Сукса) — присілок у Тихвінському районі Ленінградської області Російської Федерації.
Населення становить 13 осіб. Належить до муніципального утворення Коськовське сільське поселення.

## Історія
Населений пункт розташований на історичній Новгородській землі, знищеній Московським царством у 15 столітті.
Згідно із законом від 1 вересня 2004 року № 52-оз належить до муніципального утворення Коськовське сільське поселення.

## Населення
1. Н/Д[2]

1. Н/Д[3]